# Liste von Kriegsgräberstätten in Hessen
Die Liste von Kriegsgräberstätten in Hessen benennt Kriegsgräberstätten in Hessen, Bundesrepublik Deutschland, ohne Anspruch auf Vollständigkeit.

## Liste
| Bezeichnung                                 | Ortschaft                                                            | Beschreibung | Foto |
| ------------------------------------------- | -------------------------------------------------------------------- | --- | ---- |
| Hauptfriedhof Frankfurt                     | Frankfurt am Main                                                    | Im Gewann VII sind 1625 Soldatengräber beider Weltkriege sowie Gräber russischer und serbischer Zwangsarbeiter. |      |
| Friedhof Westhausen                         | Frankfurt am Main                                                    | Italienischer Ehrenfriedhof |      |
| Sowjetische Kriegsgräberstätte Herleshausen | Herleshausen                                                         | 1593 tote namentlich bekannte sowjetische Kriegsgefangene, die zum Bau der Autobahn Hersfeld-Berlin (heute A 4) herangezogen wurden und an Krankheit und mangelnder Versorgung starben. |      |
| Russischer Soldatenfriedhof Klein-Zimmern   | Klein-Zimmern                                                        | 435 (379) tote sowjetische Kriegsgefangene, die ab Herbst 1941 dort begraben wurden. |      |
| Waldfriedhof Wegscheide                     | Bad Orb                                                              | 1430 tote sowjetische Kriegsgefangene |      |
| Kriegsgräberstätte Ludwigstein              | Unterhalb der Burg Ludwigstein im nordhessischen Werra-Meißner-Kreis | Die im Jahr 1961 eingeweihte Kriegsgräberstätte wurde als Sammelgrabstätte für Menschen mit unterschiedlichen Schicksalen angelegt. Die sterblichen Überreste von 294 Wehrmachtsangehörigen, Kriegsgefangenen, Gestapo-Häftlingen, Menschen die zur Zwangsarbeit gezwungen wurden und sogenannten „Displaced Persons“ sind hier beigesetzt worden. Diese Toten, die während und kurz nach dem Zweiten Weltkrieg starben, wurden aus verschiedenen Kreisen Nordhessens auf den Friedhof unterhalb der Burg Ludwigstein umgebettet. |      |